# Simulium dentulosum
Simulium dentulosum är en tvåvingeart som beskrevs av Émile Roubaud 1915.
Simulium dentulosum ingår i släktet Simulium och familjen knott. Inga underarter finns listade i Catalogue of Life.